# うつろな愛
「うつろな愛」（原題： You're So Vain）は、アメリカのシンガーソングライター、カーリー・サイモンが1972年に発表した楽曲。サイモンの3枚目のアルバム『ノー・シークレッツ』からの第1弾シングルとしてリリースされた。

## 解説
元々は「Bless You, Ben」という曲であったが、あるパーティーでの友人の言葉にヒントを得て、歌詞を書き直した。レコーディング時は「Ballad of a Vain Man」という曲名だった。
歌詞は、自己中心的な恋人を批判的に振り返ったもので「あなたはとても自惚れが強い、たぶんこの曲が自分のことだと思っているだろう」と揶揄している。かつての交際相手を含む、サイモンの知り合いの男性をモデルとして複数織り込んでいると言われているが、後年2番の歌詞のモデルがウォーレン・ベイティであることを明かしている。
レコーディングは、プロデューサーのリチャード・ペリーがハリー・ニルソンのアルバム制作に使用したトライデント・スタジオで行われた。最初サイモンはスローなフォーク・バラードとして演奏したが、ペリーはアップテンポなロック調の曲に仕上げた。
クレジットには明記されていないが、ミック・ジャガーがバックアップ・ボーカリストとしてゲスト参加している。当初はペリーとの繋がりからニルソンをゲストに迎えてレコーディングが行われていた。ところがその最中にたまたまジャガーから電話があり、サイモンの誘いに応じてスタジオを訪れ、レコーディングに参加した。自分のバージョンよりジャガーのバージョンの方がいいと感じたニルソンは、自らその場を譲ったという。

## チャート
アメリカでは『ビルボード』の総合シングル・チャートBillboard Hot 100で、1973年1月6日付から3週連続1位となり、アダルト・コンテンポラリー・チャートでは2週にわたり1位を獲得。グラミー賞では最優秀女性ポップ・ボーカル・パフォーマンス賞にノミネートされた。
イギリスでは1972年12月16日付の全英シングルチャートに初登場し、15週チャート圏内に入って最高3位を記録。日本では26週にわたりオリコンチャート入りして最高11位を記録。

## 映画での使用
「うつろな愛」は『コードネームはファルコン』（1985年公開）、『キルスティン・ダンストの大統領に気をつけろ!』（1999年公開）、『10日間で男を上手にフル方法』（2003年公開）といった映画のサウンドトラックで使用された。また、2004年公開の映画『カレの嘘と彼女のヒミツ』では、本作も含むサイモンの曲が7曲使用されている。

## 演奏者
- カーリー・サイモン : リードボーカル、アコースティックピアノ、ストリングス・アレンジメント
- ジミー・ライアン : ギター
- クラウス・フォアマン : ベース
- ジム・ゴードン : ドラムス
- リチャード・ペリー : パーカッション
- ポール・バックマスター : オーケストレーション
- ミック・ジャガー : バッキング・ボーカル（ノー・クレジット）

## 収録曲
| #         | タイトル                                                            | 作詞・作曲         | 時間 |
| --------- | ------------------------------------------------------------------- | ------------------ | ---- |
| 1.        | 「うつろな愛」(You're So Vain)                                      | カーリー・サイモン | 4:17 |
| 2.        | 「フォンド・オブ・ロビン」(His Friends Are More Than Fond of Robin) | カーリー・サイモン | 3:00 |
| 合計時間: | 合計時間:                                                           | 合計時間:          | 7:17 |

## カヴァー、サンプリング
- ライザ・ミネリ - 7thアルバム『The Singer』（1973年）に収録[15]。
- 野口五郎 - アルバム『GORO IN ROCK / 野口五郎ロックの世界』（1973年）に、杉山政美が訳詞した日本語のカヴァーを収録[16]。
- ミーナ - アルバム『Finalmente ho conosciuto il conte Dracula...』（1985年）に収録[17]。
- ファスター・プッシーキャット - エレクトラ・レコード設立40周年を記念して発売されたオムニバス・アルバム『Rubáiyát: Elektra's 40th Anniversary』（1990年）に提供[18]。
- ナイン・インチ・ネイルズ - アルバム『ザ・フラジャイル』（1999年）に、「うつろな愛」の歌詞を引用した楽曲「スターファッカーズ、INC.」を収録[19]。
- ジャネット・ジャクソン - 2001年の楽曲「サン・オブ・ア・ガン (アイ・ベッチャ・シンク・ディス・ソング・イズ・アバウト・ユー)」で「うつろな愛」をサンプリング使用し、サイモンの名もフィーチャリング・アーティストとして記載された[20]。
- ジョン・バロウマン - カヴァー・アルバム『Another Side』（2007年）に収録[21]。
- マシュー・スウィート＆スザンナ・ホフス - カヴァー・アルバム『Under the Covers, Vol.2』（2009年）に収録[22]。
- マリリン・マンソン - アルバム『ボーン・ヴィラン』（2012年）に、ジョニー・デップがギターとドラムスでゲスト参加したカヴァーを世界共通ボーナス・トラックとして収録[23]。
- 非常階段 - 初音階段名義のカヴァー・アルバム『恋よ、さようなら』（2014年）に収録[24]。